# Manfred M. Kappes
Manfred M. Kappes  (* 23. September 1957 in Bonn) ist ein deutscher Physikochemiker (Nanotechnologie).
Kappes studierte ab 1973 Chemie an der Concordia University in Montreal mit dem Master-Abschluss 1977 und wurde 1981 am Massachusetts Institute of Technology bei R. Staley promoviert (Massenspektrometrische Untersuchungen zur Gasphasen-Chemie von (atomaren) Übergangsmetallkationen). 1981 wurde er Assistent und später Oberassistent an der Universität Bern, an der er sich 1987 in Physikalischer Chemie habilitierte (Untersuchungen zur elektronischen Struktur von Alkalimetallclustern im Molekularstrahl). 1987 wurde er Assistant Professor und 1989 Associate Professor an der Northwestern University und 1991 Professor für Physikalische Chemie mikroskopischer Systeme (Cluster und nanoskalige Systeme) an der Universität Karlsruhe. Ab 1998 leitete er die Arbeitsgruppe Physikalische Chemie am Institut für Nanotechnologie des Forschungszentrums Karlsruhe und war dort ab 2008 Direktoriumsmitglied. 2003 bis 2005 war er Dekan der Fakultät für Chemie und Biowissenschaften.
Er befasst sich mit Geometrie und elektronischer Struktur von Clustern und entwickelte Methoden, um massenselektierte Molekülionen zu speichern und auf Oberflächen als Cluster abzulagern und spektroskopisch zu untersuchen. Das führte auch zur Untersuchung der elektronischen Struktur mehrfach negativ geladener Molekülionen und von neuartigen Kohlenstoff-Nanostrukturen.
2009 erhielt er den Van’t-Hoff-Preis der Deutschen Bunsengesellschaft und 2010 den Hector-Wissenschaftspreis und wurde damit Mitglied der Hector Fellow Academy. 1991 war er Sloan Research Fellow. 2017 wurde er Mitglied der Berlin-Brandenburgischen Akademie der Wissenschaften, 2011 der Leopoldina und 2008 der Heidelberger Akademie der Wissenschaften. 2006 war er Fellow der Japan Society for the Promotion of Science.
1993 bis 1998 war er Mitherausgeber der Berichte der Bunsengesellschaft (Deutsche Bunsen-Gesellschaft für Physikalische Chemie) und 2002 bis 2004 des Journal of Chemical Physics.